# Scharpenack
Scharpenack oder auch Scharpenacken war eine Hofschaft in der ehemaligen Stadt Ronsdorf, heute Stadtteil der bergischen Großstadt Wuppertal. Heute ist der Ort eine Wüstung im Wohnquartier Hammesberg des Wuppertaler Stadtbezirks Heckinghausen.

## Lage und Beschreibung
Die Ortslage befand sich im Norden der Stadt Ronsdorf nahe dem Gipfel der Scharpenacker Berge auf 300 Meter über Normalnull auf einem Scharpenacken genannten Höhenzug zwischen dem Murmelbach und dem Schmalenhofer Bach. Das Gelände des Hofes war zuletzt Teil des ehemaligen gleichnamigen Standortübungsplatzes.

## Etymologie und Geschichte
Eine häufige Deutung des Namens Scharpenack(en) lautet laut dem Ortsnamenforscher Heinrich Dittmaier Scharfer Nacken (= sich scharf abzeichnender Höhenrücken). In jüngerer Zeit wird diese Bedeutung angezweifelt. Eine mögliche Deutung wäre auch „Hain am Bach Scharpe“ aus der Verschleifung von „Scharpe-hagen“ in „Scharpe-nacken“.
Scharpenack wurde erstmals im Jahr 1502 urkundlich erwähnt. Der Hof war Teil der Honschaft Erbschlö im Kirchspiel Lüttringhausen des bergischen Amtes Beyenburg. Später gehörte es nach dessen Gründung dem Kirchspiel Ronsdorf an.
Auf der Topographia Ducatus Montani des Erich Philipp Ploennies aus dem Jahre 1715 und der Charte des Herzogthums Berg des Carl Friedrich von Wiebeking von 1798 ist der Hof als Scharpenacker verzeichnet. Auf der Topographischen Aufnahme der Rheinlande von 1824 ist der Ort als Scharpenacken beschriftet, auf der Preußischen Uraufnahme von 1840 als Scharpenack.
Auch 1832 war Scharpenack Titularort der Scharpenacker Rotte des ländlichen Außenbezirks der Stadt Ronsdorf. Der laut der Statistik und Topographie des Regierungsbezirks Düsseldorf als Weiler kategorisierte Ort wurde zu dieser Zeit Scharpenacken genannt und besaß zu dieser Zeit fünf Wohnhäuser und fünf landwirtschaftliche Gebäude. Zu dieser Zeit lebten 44 Einwohner im Ort, alle evangelischen Glaubens. Im Gemeindelexikon für die Provinz Rheinland von 1888 werden vier Wohnhäuser mit 20 Einwohnern angegeben.
1929 wurde Ronsdorf mit anderen Städten und Gemeinden zu Wuppertal zusammengeschlossen. Der nördliche Teil von Ronsdorf um Scharpenack wurde dabei dem Stadtteil Heckinghausen zugewiesen.
1936 wurde das Gebiet um Scharpenack im Rahmen der nationalsozialistischen Aufrüstung als Standortübungsplatz der neu erbauten Wuppertaler Kasernen umgewidmet und die alten Höfe, darunter Scharpenack, wurden geräumt. Bis in die 1970er Jahre wurden die Gebäude für militärische Übungen genutzt und anschließend abgetragen.